# Loburg

Loburg este un oraș din landul Saxonia-Anhalt, Germania.